# Estação Bonsucesso
A Estação Bonsucesso é uma estação de metropolitano da cidade do Rio de Janeiro, no Brasil. Localiza-se no bairro homônimo, na Zona Norte da cidade. Sofreu, a partir das intervenções do PAC concluídas em 2011, importantes mudanças que alteraram a sua antiga estrutura física para torná-la uma estação moderna e integrada ao novo teleférico que atende as favelas do Complexo do Alemão.

## História
A Estação Bonsucesso foi aberta em 1886. Atualmente, é uma estação de metropolitano controlada pela SuperVia. Possui integração com o Teleférico do Complexo do Alemão. A partir de 2011 passou a se chamar Estação Bonsucesso/TIM, fruto de uma parceria com a operadora de telefonia TIM, através da venda de direitos de nome. Em 2014 com o contrato encerrado, a estação passou novamente a se chamar Bonsucesso.

## Dados Principais
Esta estação, em nível, possui uma plataforma e dois acessos, um para a Praça das Nações e outra para a Rua Uranos. A sua decoração, planejada pelo escritório do designer Thiago Monteiro, possui painéis que ilustram o cotidiano do dia-a-dia dos moradores da região e possui no seu mezaninho, alguns quiosques.

## Pontos Turísticos
- Teleférico do Complexo do Alemão

## Acessos
- Praça das Nações
- Rua Uranos

## Plataformas
- Plataforma 1A: Sentidos Gramacho e Saracuruna
- Plataforma 1B: Sentido Central